# Краснопольский сельский совет (Марковский район)
Краснопольский сельский совет (укр. Краснопільська сільська рада) — входит в состав Марковского района Луганской области Украины.
Административный центр сельского совета находится в с. Красное Поле.

## Населённые пункты совета
- с. Высочиновка
- с. Гераськовское
- с. Каськовка
- с. Красное Поле
- с. Первомайское

## Адрес сельсовета
92410, Луганська обл., Марківський р-н, с. Красне Поле, пл. Перемоги, 1  (укр.)